# Rondovisão
Rondovisão é uma emissora de televisão brasileira concessionada em Cacoal, porém sediada em Porto Velho, respectivamente cidade e capital do estado de Rondônia. Opera nos canais 9 VHF analógico e 34 UHF digital, e é afiliada à Band. Pertence ao Grupo Rondovisão, do qual também fazem parte as rádios Massa FM Porto Velho e a Massa FM Cacoal. Em Porto Velho, seus estúdios estão no bairro Nossa Senhora das Graças, e sua antena de transmissão no bairro Floresta. Em Cacoal, sua antena de transmissão está no alto do Morro da Embratel.

## História
Anterior a criação da emissora, o canal 9 VHF abrigava uma retransmissora da Rede Bandeirantes de 1985 a 2007. Neste ano, o Grupo Rondovisão fundou a TV Bandeirantes Rondônia, no mesmo canal, porém, com concessão em Cacoal, devido ao fato do grupo já possuir uma geradora em Porto Velho, a TV Allamanda (hoje, TV Norte Rondônia). Em 2011, a emissora passa a se chamar TV Meridional, estreando novos programas locais.
Em 18 de maio de 2016, um incêndio destruiu as instalações do canal em Cacoal. A suspeita é que uma pane elétrica tenha causado o fogo.

## Sinal digital
| Canal virtual | Canal digital | Proporção de tela | Programação                                |
| ------------- | ------------- | ----------------- | ------------------------------------------ |
| 9.1           | 34 UHF        | 1080i             | Programação principal da Rondovisão / Band |

A emissora iniciou suas transmissões digitais em 13 de julho de 2013, pelo canal 35 UHF em Porto Velho, que devido a uma irregularidade, foi transferido para o 31 UHF em 2021. Na geradora em Cacoal, as transmissões se iniciaram em 17 de setembro de 2015, no canal 34 UHF. Apenas na emissora de Porto Velho os programas locais são produzidos em alta definição.